# Policloreto de vinila
O policloreto de vinila, ou cloreto de polivinila (nomes IUPAC: policloroeteno ou policloroetileno), universalmente conhecido pelo acrônimo PVC (do inglês Polyvinyl chloride), é um polímero sintético termoplástico de importância colossal para a civilização moderna, sendo o terceiro mais produzido globalmente, superado apenas pelo polietileno e polipropileno. É um material que personifica a dualidade na ciência dos polímeros: por um lado, é um termoplástico de commodity, barato e produzido em massa; por outro, através da arte e ciência da formulação, transforma-se em um material de especialidade de alto desempenho, ajustado para as aplicações mais exigentes.
Quimicamente, o PVC é um polímero vinílico, notável por conter 56,7% de cloro em massa. Esta alta concentração de halogênio, derivada do sal comum, confere ao material uma retardância à chama intrínseca, mas também o torna suscetível à degradação térmica com liberação de cloreto de hidrogênio. A macromolécula de PVC é predominantemente amorfa e atática, com domínios de microcristalinidade provenientes de curtas sequências sindiotáticas, o que lhe confere uma rigidez natural. Sua Tg (Temperatura de transição vítrea) elevada (~82 °C) o torna um material sólido e quebradiço à temperatura ambiente.
A chave para a extraordinária versatilidade do PVC reside na sua capacidade única de formar soluções sólidas estáveis com grandes quantidades de aditivos, especialmente plastificantes. Esta interação permite a modulação de suas propriedades em uma escala inigualável por qualquer outro polímero, variando de um material rígido com módulo de elasticidade superior a 3 GPa (usado em tubos de pressão) a um gel flexível com propriedades de elastômero (usado em brinquedos e equipamentos médicos).
Seu ciclo de vida, no entanto, é um dos mais escrutinados, envolvendo debates sobre a produção de cloro, a toxicologia de aditivos históricos (chumbo, cádmio) e atuais (ftalatos), a formação de dioxinas em combustão descontrolada e os desafios da reciclagem. A indústria respondeu a estes desafios com inovações contínuas em formulações (estabilizantes baseados em cálcio, plastificantes de base biológica) e programas de reciclagem em larga escala, como o VinylPlus europeu.

## Histórico
A jornada do PVC, de curiosidade de laboratório a pilar da indústria de materiais, é uma saga de descobertas acidentais, desafios técnicos monumentais e inovação química.

### Descobertas Acidentais e a "Doença" do Vinil (Século XIX)
A história do PVC começa em 1838 com o químico francês Henri Victor Regnault, que, ao sintetizar o monômero cloreto de vinila (MVC), observou a formação de um pó branco quando o gás era exposto à luz solar. Décadas depois, em 1872, o alemão Eugen Baumann documentou o mesmo fenômeno de polimerização espontânea. O material resultante era, no entanto, intratável. Ao ser aquecido para moldagem, ele se decompunha violentamente, escurecendo e liberando um gás ácido e corrosivo (HCl), um fenômeno frustrante que ficou conhecido entre os químicos da época como a "doença" dos polímeros de vinil. O PVC era considerado um material cientificamente interessante, mas comercialmente inútil.

### Desenvolvimento Comercial e a Superação da Instabilidade (1912-1945)
O primeiro esforço industrial sério partiu de Fritz Klatte na Griesheim-Elektron, Alemanha. Em 1912, ele patenteou um processo de síntese de MVC a partir de acetileno, visando usar o polímero em fibras e filmes. No entanto, a instabilidade térmica intrínseca do PVC frustrou todas as tentativas de processamento. A IG Farben, sucessora da Griesheim, chegou a desenvolver fibras de PVC pós-clorado (Pe-Ce Faser), que eram quimicamente resistentes mas frágeis e sensíveis ao calor.
A virada de chave ocorreu nos Estados Unidos em 1926. Waldo Semon, na B.F. Goodrich, buscando um adesivo para borracha, misturou o "pó inútil" de PVC com solventes de alto ponto de ebulição, como o fosfato de tricresila. Ao aquecer a mistura, em vez de uma solução, obteve um gel elástico e durável. Semon não dissolveu o PVC; ele o plastificou. Ele descobriu que essas moléculas se intercalavam entre as cadeias de PVC, superando as fortes interações dipolo-dipolo do grupo C-Cl e conferindo flexibilidade. Sua patente de 1933 para o "Koroseal" (PVC plastificado) marcou o nascimento do PVC como um material comercialmente viável. Simultaneamente, na Alemanha, a IG Farben desenvolvia copolímeros de cloreto de vinila e acetato de vinila, que eram internamente plastificados e mais fáceis de processar.
A Segunda Guerra Mundial foi o catalisador para a produção em massa. A escassez de borracha natural fez do PVC plastificado o material de escolha para o isolamento de cabos elétricos em navios e aeronaves, onde sua resistência à água, óleo e fogo superava a da borracha.

### Era da Maturação e Especialização (Pós-1945)
O pós-guerra viu a consolidação do PVC rígido (uPVC). Isso foi possível pelo desenvolvimento de sistemas estabilizantes mais robustos (primeiro a base de chumbo e cádmio, depois organoestânicos) e pelo aperfeiçoamento da polimerização em suspensão, que produzia resinas com morfologia controlada, ideais para extrusão de alta performance. Aplicações como tubos para saneamento (substituindo o ferro fundido e o cimento-amianto) e perfis de janelas (substituindo a madeira e o alumínio) impulsionaram um crescimento exponencial. A evolução foi marcada pela transição regulatória e técnica de aditivos, com a proibição de metais pesados e a restrição de certos ftalatos na Europa (via legislação REACH), catalisando a inovação em estabilizantes Ca-orgânicos e plastificantes alternativos.

## Síntese
A produção integrada do PVC é um exemplo de otimização química e de processo em larga escala.

### Monômero: Cloreto de Vinila (MVC)
A produção moderna de MVC é dominada pelo processo balanceado a partir do eteno, uma obra-prima da engenharia química que recicla seus próprios subprodutos.
1. Cloração Direta: Eteno e cloro (Cl₂) reagem em fase líquida em 1,2-dicloroetano (EDC) a 50-120 °C, catalisado por cloreto de ferro(III) (FeCl₃). O mecanismo envolve a formação de um íon clorônio intermediário.
2. Craqueamento Térmico: O EDC é purificado e submetido à pirólise a 480-550 °C e 15-30 bar. É uma reação de eliminação via radicais livres, não catalítica, com mecanismo complexo envolvendo centenas de reações, mas que pode ser simplificada como E₁ (eliminação unimolecular). O controle preciso do tempo de residência é crucial para maximizar a conversão para MVC (50-60%) e minimizar a formação de subprodutos como o alcatrão.
3. Oxicloração: Eteno, o HCl reciclado do craqueamento e oxigênio reagem em um reator de leito fluidizado a 220-300 °C. O catalisador é cloreto de cobre(II) (CuCl₂) suportado em alumina, que opera através do ciclo redox Deacon modificado (CuCl₂ ↔ CuCl).

Rotas emergentes e sustentáveis estão em pesquisa para reduzir a pegada de carbono, incluindo a cloração direta do etano, que elimina a necessidade de produzir eteno, e rotas baseadas em eteno de origem biológica (produzido a partir da desidratação de bioetanol), que já são comercialmente viáveis e usadas para produzir "Bio-PVC".

### Polimerização do MVC
A conversão do monômero em polímero é uma polimerização por adição via radicais livres, caracterizada por uma cinética peculiar.
A reação é exotérmica e auto-acelerada (efeito de gel ou Trommsdorff), pois o PVC é insolúvel no seu próprio monômero. À medida que o polímero precipita, a viscosidade do meio aumenta, dificultando as reações de terminação por recombinação de radicais, o que leva a um aumento drástico na velocidade de reação.
| Método de Polimerização            | Participação Mundial | Descrição Detalhada do Processo e Físico-Química | Morfologia da Resina e Implicações |
| ---------------------------------- | -------------------- | --- | --- |
| Polimerização em Suspensão (S-PVC) | ~85%                 | O MVC é disperso em água com auxílio de coloides protetores (álcool polivinílico, HPMC) para formar gotículas. Iniciadores organossolúveis (peróxidos, peroxidicarbonatos) iniciam a reação dentro das gotículas. O PVC precipita formando partículas primárias (~1 µm) que se agregam em um grão poroso. A água atua como um excelente dissipador de calor, permitindo o controle da reação. O tamanho e a porosidade do grão são controlados pelo tipo e concentração do coloide protetor e pela agitação. | Grãos esféricos ou irregulares (100-180 µm) com estrutura hierárquica porosa ("pele de laranja"). Alta área superficial interna, otimizada para rápida absorção de plastificantes. Ideal para compostos extrudados e calandrados. |
| Polimerização em Emulsão (E-PVC)   | ~10%                 | O MVC é emulsificado em água com tensoativos (ex: dodecilsulfonato de sódio), formando micelas. A polimerização, iniciada por radicais aquossolúveis (persulfatos), ocorre primariamente dentro dessas micelas. O resultado é um látex coloidalmente estável. A resina em pó é obtida por secagem em spray-dryer, formando agregados compactos. | Partículas primárias esféricas e muito finas (0,1-2 µm), aglomeradas em esferas maiores. Baixa porosidade. Ideal para plastissóis, onde as partículas precisam permanecer suspensas no plastificante.                             |
| Polimerização em Massa (M-PVC)     | ~5%                  | A mais pura, sem água ou aditivos de suspensão. Ocorre em dois estágios: um pré-polimerizador vertical com agitação forte até 7-12% de conversão (fase de "pasta úmida"), seguido por uma autoclave horizontal com agitação lenta, onde a reação prossegue em uma fase de pó seco até 70-85% de conversão. A remoção de calor é o principal desafio técnico. | Grãos translúcidos, compactos e de formato irregular ("floco de milho"). A alta pureza e transparência são ideais para filmes de embalagem, pisos e aplicações ópticas.                                                           |

Pesquisas em Polimerização Radicalar Controlada (CRP), como RAFT e ATRP, demonstraram a possibilidade de sintetizar PVC com arquiteturas controladas (copolímeros em bloco, gradiente) e baixo polidispersão, mas desafios como o custo e a sensibilidade a impurezas ainda impedem sua comercialização em larga escala.

## Estrutura e Propriedades

### Microestrutura e sua Relação com a Estabilidade Térmica
A performance do PVC está intrinsecamente ligada à sua estrutura em nível molecular.
- Tacticidade e Cristalinidade: O PVC comercial é majoritariamente atático. No entanto, a reação de polimerização favorece ligeiramente a formação de díades sindiotáticas (rr) sobre as isotáticas (mm). A probabilidade de formação de uma díade sindiotática aumenta com a diminuição da temperatura de polimerização. Segmentos sindiotáticos mais longos podem se organizar em pequenos cristalitos (~2-5 nm) que atuam como pontos de reticulação física, aumentando a rigidez e a Tg do material. Polimerizar a temperaturas mais baixas (-15 °C) pode aumentar a cristalinidade para >20%, resultando em um PVC de maior módulo, às vezes chamado de CPVC (não confundir com PVC pós-clorado).
- Defeitos Estruturais: O "Calcanhar de Aquiles": A polimerização por radicais livres não é perfeita. Ela gera defeitos na cadeia principal em concentrações de 1-2 por 1000 unidades monoméricas. Estes não são meras imperfeições; são os sítios onde a degradação térmica se inicia. Os principais defeitos são:
  - Cloro Terciário: Resultante de ramificações, possui uma ligação C-Cl muito mais fraca.
  - Estruturas de Cloreto Alílico: Formadas por reações de terminação ou transferência de cadeia, contêm uma ligação C-Cl adjacente a uma dupla ligação C=C, o que a torna extremamente lábil. A energia de ativação para a eliminação de HCl de um cloro alílico é significativamente menor do que a de uma unidade regular da cadeia, fazendo destes os pontos de ignição da "reação zíper".[13]

### Morfologia de Processamento: A Fusão do PVC
Diferente de polímeros como o polietileno que possuem um ponto de fusão cristalino bem definido, o PVC não funde, ele gelifica. O processamento do PVC envolve a conversão de um pó (resina) em uma massa viscoelástica homogênea através da aplicação de calor e cisalhamento. Este processo hierárquico é único:
1. Os grãos de S-PVC (100-180 µm) são compactados.
2. Com o aumento da temperatura, os grãos começam a se romper em seus aglomerados constituintes (10-20 µm).
3. Finalmente, sob alto cisalhamento e temperatura (170-190 °C), os aglomerados se desintegram nas partículas primárias (~1 µm).
4. As fronteiras entre as partículas primárias desaparecem, e as cadeias poliméricas se entrelaçam, formando uma matriz 3D contínua e homogênea.

O grau de gelificação é o fator mais crítico para as propriedades mecânicas do produto final. Uma gelificação incompleta resulta em um produto frágil, enquanto uma gelificação excessiva pode levar à degradação. A análise da morfologia de fusão é feita em reômetros de torque como o Brabender Plastograph.

## Aditivação e a Ciência da Formulação
A transformação da resina de PVC em um produto útil é uma arte conhecida como formulação ou composição (compounding). Nenhum outro plástico é tão dependente de aditivos.

### Estabilizantes Térmicos: Controlando a Deidrocloração
São a classe mais crítica de aditivos. Seu papel vai além da simples neutralização do HCl.
- Mecanismos de Ação:

1. Substituição de Cloros Lábeis: O estabilizante reage com os defeitos (cloros alílicos/terciários), substituindo o cloro por um grupo mais estável (ex: um grupo tiolato ou carboxilato de um estabilizante de estanho), "consertando" o ponto fraco da cadeia.
2. Absorção de HCl: Neutralizam o HCl liberado, impedindo que ele catalise a degradação posterior.
3. Reação com Polienos (Branqueamento): Alguns estabilizantes, como os tiolatos de estanho, podem reagir com as longas sequências de polienos via reações de Diels-Alder, quebrando a conjugação e eliminando a cor.

- Sistemas Químicos:
  - Organoestânicos (Mercaptides e Carboxilatos): Como o Dioctyltin bis(2-ethylhexyl thioglycolate) (DOTEHTG). São os mais eficientes e proporcionam excelente transparência. Usados em aplicações críticas rígidas.
  - Sistemas de Ca/Zn: O padrão atual em muitas aplicações. O estearato de cálcio é um absorvedor de HCl de longo prazo, enquanto o estearato de zinco age rapidamente mas é instável (o ZnCl₂ formado é um ácido de Lewis forte que promove a degradação). Por isso, eles são usados com co-estabilizantes orgânicos (como polióis e organofosfitos) que regeneram o cloreto de zinco.
  - Epóxis (Óleo de Soja Epoxidado - ESBO): Atuam como absorvedores de HCl e co-estabilizantes sinérgicos com os sistemas metálicos.

### Plastificantes: A Engenharia da Flexibilidade
São solventes orgânicos de baixa volatilidade que, quando adicionados ao PVC, reduzem drasticamente sua Tg.
- Teoria da Plastificação:
  - Teoria da Lubricidade: Sugere que os plastificantes agem como lubrificantes moleculares entre as cadeias de PVC, facilitando seu movimento.
  - Teoria do Gel: Postula que a rigidez do PVC vem de uma rede 3D formada por seus microcristalitos. Os plastificantes quebram as interações mais fracas dessa rede.
  - Teoria do Volume Livre: A mais aceita. Os plastificantes aumentam o "volume livre" (espaço vazio) no polímero, dando mais espaço para os segmentos da cadeia se moverem, o que, por definição, diminui a Tg.
- Classificação e Desempenho:
  - Ftalatos: DEHP (DOP), DINP, DIDP. Cavalo de batalha da indústria. O tamanho da cadeia de álcool determina a volatilidade, eficiência e desempenho a baixas temperaturas.
  - Tereftalatos: DOTP (DEHT). Alternativa não-orto-ftalato com perfil toxicológico favorável, tornando-se dominante.
  - Trimelitatos: Excelentes para altas temperaturas (cabos 105 °C) devido à sua baixa volatilidade.
  - Adipatos e Sebacatos: Conferem excelente flexibilidade a baixas temperaturas.
  - Plastificantes Poliméricos: Poliésteres de baixo peso molecular. Possuem migração quase nula, usados em contato com alimentos gordurosos e aplicações médicas.

| Classe de Aditivo           | Exemplo Químico Específico                                                         | Função Primária Detalhada |
| --------------------------- | ---------------------------------------------------------------------------------- | --- |
| Modificadores de Impacto    | MBS (Metacrilato-Butadieno-Estireno)                                               | Criam uma microestrutura de duas fases. Partículas de borracha (núcleo de polibutadieno) dispersas na matriz de PVC iniciam e terminam microfissuras (crazing) e/ou bandas de cisalhamento, mecanismos que absorvem uma quantidade massiva de energia de impacto, tenacificando o material.                           |
| Auxiliares de Processamento | Copolímero de PMMA de alto peso molecular                                          | Polímeros acrílicos que são parcialmente compatíveis com o PVC. Eles criam uma camada de maior atrito entre o PVC e o metal da extrusora, melhorando a transferência de cisalhamento e acelerando a gelificação. Também aumentam a elasticidade e a resistência do fundido, prevenindo o colapso de perfis complexos. |
| Cargas (Fillers)            | Carbonato de Cálcio Precipitado (PCC) Nanoestruturado, tratado com Ácido Esteárico | O CaCO₃ reduz o custo. O tratamento de superfície com ácido esteárico o torna hidrofóbico, melhorando a dispersão na matriz polimérica e a adesão interfacial. As nanopartículas podem atuar como agentes de tenacificação e aumentar o módulo de forma mais eficiente que as cargas micrométricas.                   |
| Retardantes de Chama        | Trióxido de Antimônio (Sb₂O₃); Fosfatos de Éster                                   | O Sb₂O₃ atua em sinergia com o cloro do PVC. Na fase gasosa da combustão, forma SbCl₃, um supressor de radicais livres que interrompe a reação em cadeia da chama. Os fosfatos atuam na fase sólida, promovendo a formação de uma camada carbonácea (char) isolante.                                                  |

## Processamento e Reologia
O processamento do PVC é dominado pela sua reologia peculiar. O fundido de PVC é um fluido não-newtoniano, pseudoplástico e viscoelástico com um aparente limite de escoamento. Isso significa que ele só começa a fluir após a aplicação de uma tensão de cisalhamento mínima. Sua viscosidade é extremamente alta e muito sensível à temperatura e à taxa de cisalhamento. Extrusoras de dupla rosca contra-rotantes e interpenetrantes são preferidas para o PVC rígido, pois fornecem o alto cisalhamento necessário para uma boa gelificação a temperaturas mais baixas, minimizando a degradação.
Uma técnica avançada de processamento é a extrusão de espuma de PVC, usada para criar perfis leves e placas. Um agente de expansão químico (ex: azodicarbonamida, que libera N₂, CO, CO₂) ou físico (injeção de N₂ ou CO₂ supercrítico) é adicionado ao composto. Dentro da extrusora, o gás se dissolve no fundido de PVC. Ao sair da matriz, a queda de pressão faz o gás se expandir, criando uma estrutura celular.

## Aplicações de Vanguarda
Além das aplicações tradicionais, o PVC está na fronteira de novas tecnologias:
- Compósitos de Madeira e Plástico (WPC): O PVC é usado como matriz termoplástica para encapsular fibras de madeira ou celulose, criando decks, cercas e perfis que combinam a aparência da madeira com a durabilidade e baixa manutenção do plástico.
- Membranas de Separação: Ligas de PVC com polímeros como o PVDF (fluoreto de polivinilideno) são usadas para produzir membranas de ultrafiltração e microfiltração para purificação de água, devido à sua excelente resistência química e mecânica.
- Impressão 3D (Manufatura Aditiva): O desenvolvimento de filamentos e pellets de PVC formulados especificamente para impressão 3D (FDM) está em andamento, visando trazer as propriedades do PVC (resistência química, retardância à chama) para a prototipagem rápida e produção de peças personalizadas.[14]
- Dispositivos de Armazenamento de Energia: O PVC está sendo pesquisado como um aglutinante (binder) de baixo custo e quimicamente estável para os eletrodos de baterias de íon-lítio e supercapacitores.

## Impacto Ambiental e Reciclagem Avançada
A gestão do fim de vida do PVC é um campo de intensa inovação.
- Reciclagem Mecânica: Continua a ser a rota principal. A tecnologia de triagem por infravermelho próximo (NIR) permite a separação de alta velocidade do PVC de outros plásticos em fluxos de resíduos mistos.
- Reciclagem por Solvente (Feedstock): O processo VinyLoop, embora descontinuado por razões econômicas, foi um marco técnico. Ele usava a metiletilcetona (MEK) para dissolver seletivamente o PVC de resíduos de compósitos (ex: cabos), permitindo a separação do polímero, do plastificante e dos reforços de cobre ou fibra. O PVC era então precipitado como uma resina de alta pureza. Pesquisas continuam em solventes eutéticos profundos (DES) e outros solventes verdes para processos similares.[15]
- Reciclagem Química: A pirólise e a gaseificação são promissoras para resíduos plásticos mistos. A principal inovação para o PVC é a deidrocloração em etapas, onde um pré-tratamento térmico a temperaturas mais baixas (250-350 °C) remove seletivamente o cloro como HCl (que pode ser recuperado e vendido ou usado na rota de oxicloração), deixando uma corrente de hidrocarbonetos mais limpa e valiosa para ser processada como nafta petroquímica.[16]